# Ulmiz
Ulmiz (tên tiếng Pháp: Ormey) là một đô thị trong huyện See thuộc bang Fribourg ở Thụy Sĩ..